# Nicole Monrroy
Nicole Alejandra Monrroy Morales (Chile, 23 de julio de 1991 -), es una futbolista chilena. Juega de delantera y su actual equipo es Temuco de la Primera B de fútbol femenino de Chile.

## Selección nacional
Ha sido internacional con la Selección femenina de fútbol sub-17 de Chile participado y siendo goleadora en el Campeonato Sudamericano Femenino Sub-17 de 2008.

## Clubes
| Club                 | País  | Año             |
| -------------------- | ----- | --------------- |
| Colo-Colo            | Chile | 2008-2009, 2015 |
| Universidad Católica | Chile | 2020            |
| Cobresal             | Chile | 2021            |
| Deportes Temuco      | Chile | 2023-2024       |